# Gruyères (Franciaország)
Gruyères település Franciaországban, Ardennes megyében. Lakosainak száma 104 fő (2022. január 1.). Gruyères Barbaise, Fagnon, Guignicourt-sur-Vence, Jandun, Mondigny és Touligny községekkel határos.

## Népesség
A település népességének változása:
| Lakosok száma | 34   | 49   | 52   | 60   | 85   | 92   | 99   | 100  | 103  | 104  |
|               | 1968 | 1982 | 1990 | 2006 | 2013 | 2015 | 2017 | 2019 | 2020 | 2022 |